# Clapham South (Metropolitano de Londres)

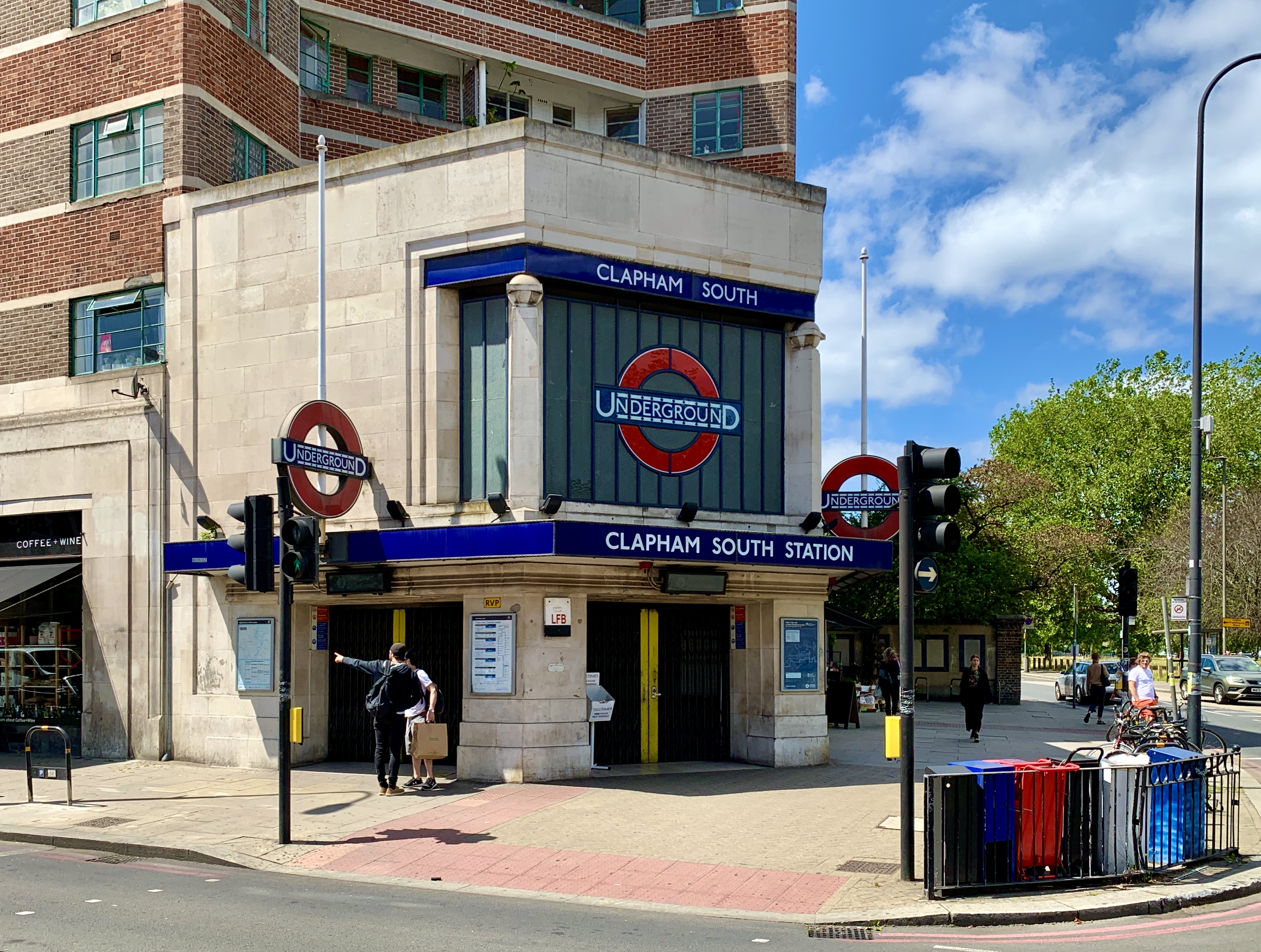
Edifício de entrada da estação de metrô Clapham South.

A Estação de Clapham South é uma estação que pertence ao sistema de metropolitano da Cidade de Londres. Ela serve a Northern line.